# A northern soul
A Northern Soul es el segundo álbum de estudio de la banda británica The Verve. El mismo fue publicado el 20 de junio de 1995 en los Estados Unidos y el 3 de julio del mismo año en el Reino Unido. En 1998 Q magazine la ubicó en el puesto nº53 de los mejores álbumes de todos los tiempos.

## Resumen
Nick McCabe ha descrito las tres primeras semanas de grabación (período famoso por el enorme consumo de éxtasis de la banda) como las más felices de su vida. Ashcroft describió posteriormente la experiencia como "cuatro meses intensos, locos. Realmente fuera de control. De una forma genial, pero también de una forma terrible. Como sólo la buena música, las drogas malas y las emociones mezcladas pueden hacerlo".
Dejaron el sonido neo-psicodélico de A storm in heaven y se centraron en un rock alternativo más convencional. Los sencillos «This is music», «On your own» y «History» llegaron al top 40 de las listas británicas. El estilo de los dos últimos fue particularmente novedoso, ya que se trataba de baladas.
Debido a los problemas internos y el hecho que las ventas no resultaron tan buenas como se esperaba, se separaron momentáneamente tres meses después de la publicación del álbum. De todas formas dicha disolución solo tomó algunas semanas.
A pesar de que en su momento recibió una tibia respuesta de la crítica, en la actualidad el álbum es aclamado y considerado un clásico por la prensa especializada.

## Lista de canciones
1. «A New Decade» – 4:11
2. «This Is Music» – 3:35
3. «On Your Own» – 3:33
4. «So It Goes» – 6:11
5. «A Northern Soul» – 6:32
6. «Brainstorm Interlude» – 5:11
7. «Drive You Home» – 6:41
8. «History» – 5:26
9. «No Knock On My Door» – 5:11
10. «Life's An Ocea » – 5:43
11. «Stormy Clouds» – 5:34
12. «Reprise» – 6:11

## Sencillos
| Año  | Canción       | Posición UK |
| ---- | ------------- | ----------- |
| 1995 | This is music | 35          |
| 1995 | On your own   | 28          |
| 1995 | History       | 24          |